# 市島川裾まつり

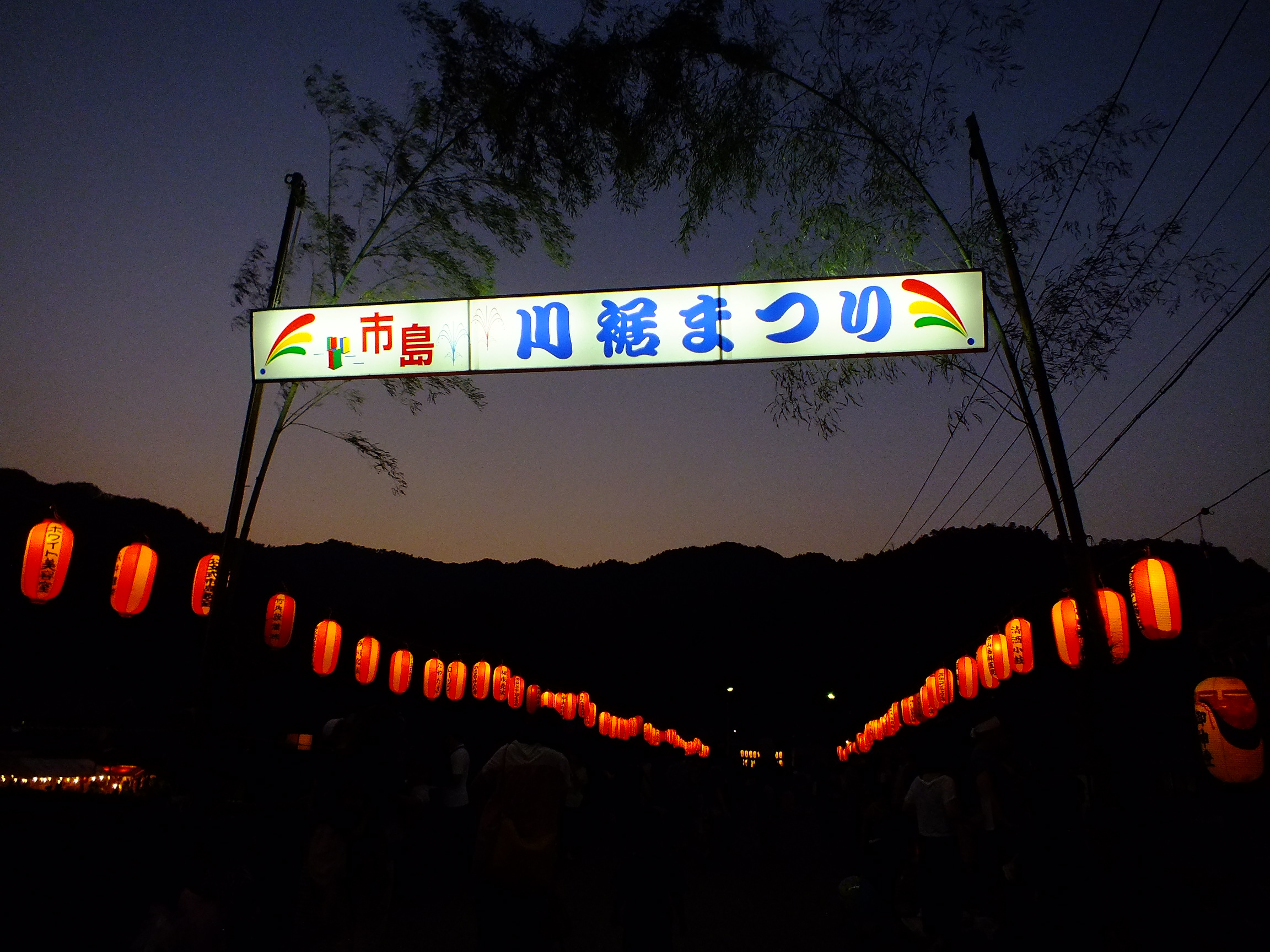
市島川裾まつり

市島川裾まつり（いちしまかわすそまつり）は、兵庫県丹波市市島町市島で行われる川裾祭。

## 説明
7月29日に由良川支流である竹田川周辺で、万燈流しや花火大会（約750発）などが催される。丹波市では市島川裾まつりの他にも、元祖川裾祭り（氷上町本郷）、北御油川裾祭（氷上町御油）、成松川裾まつり（氷上町成松）などがある。

## ギャラリー

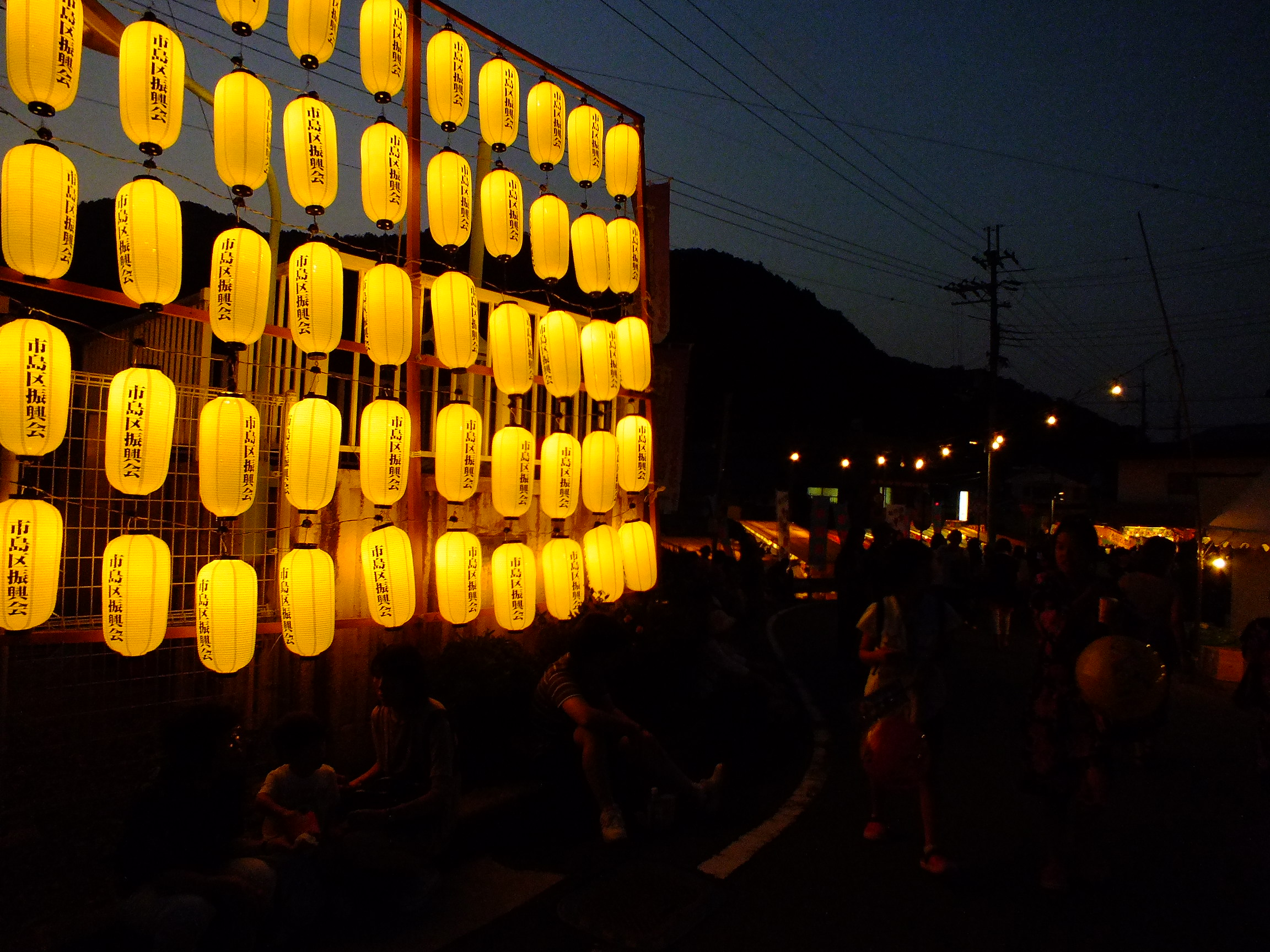
市島川裾まつり
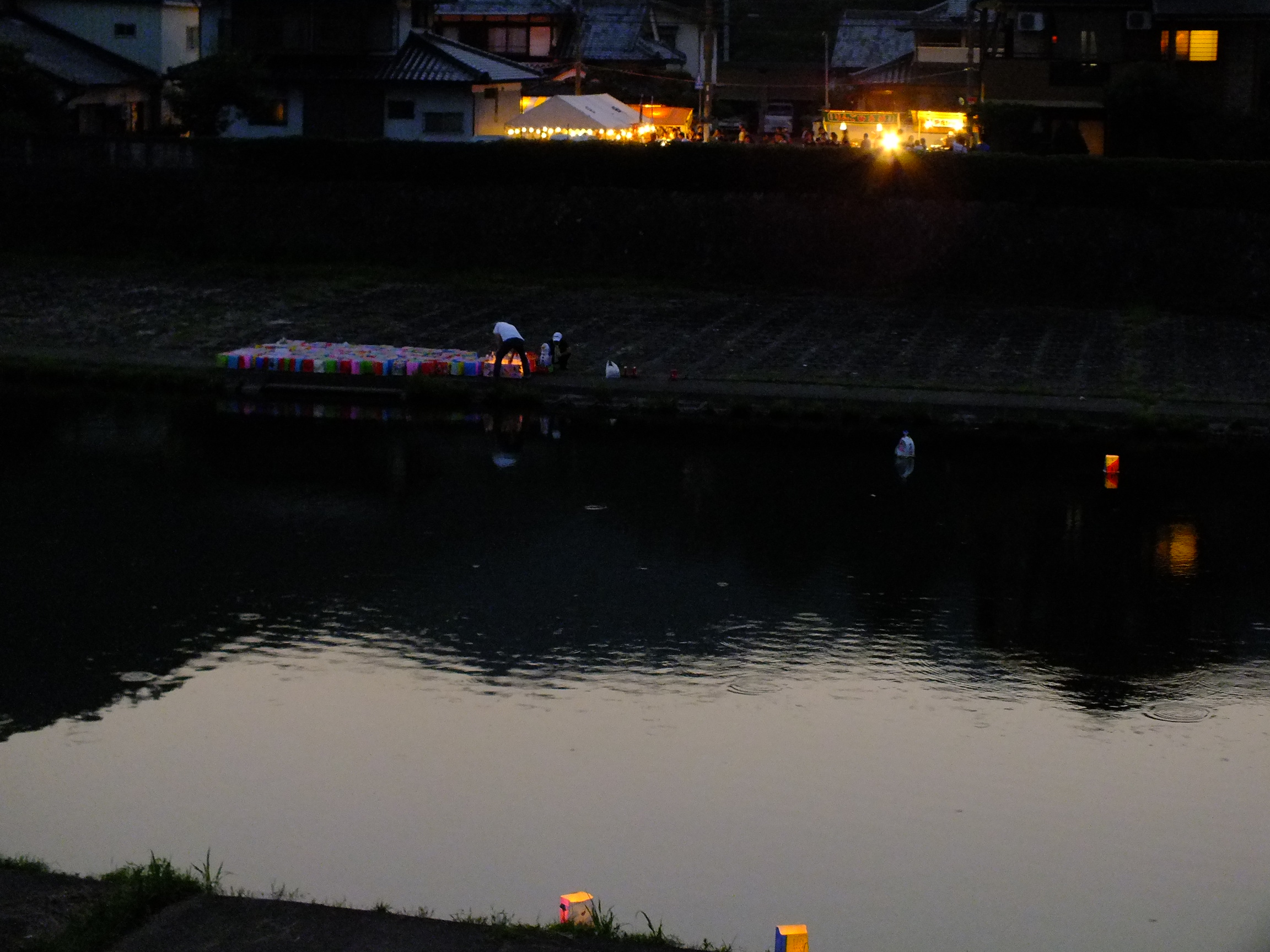
市島川裾まつり
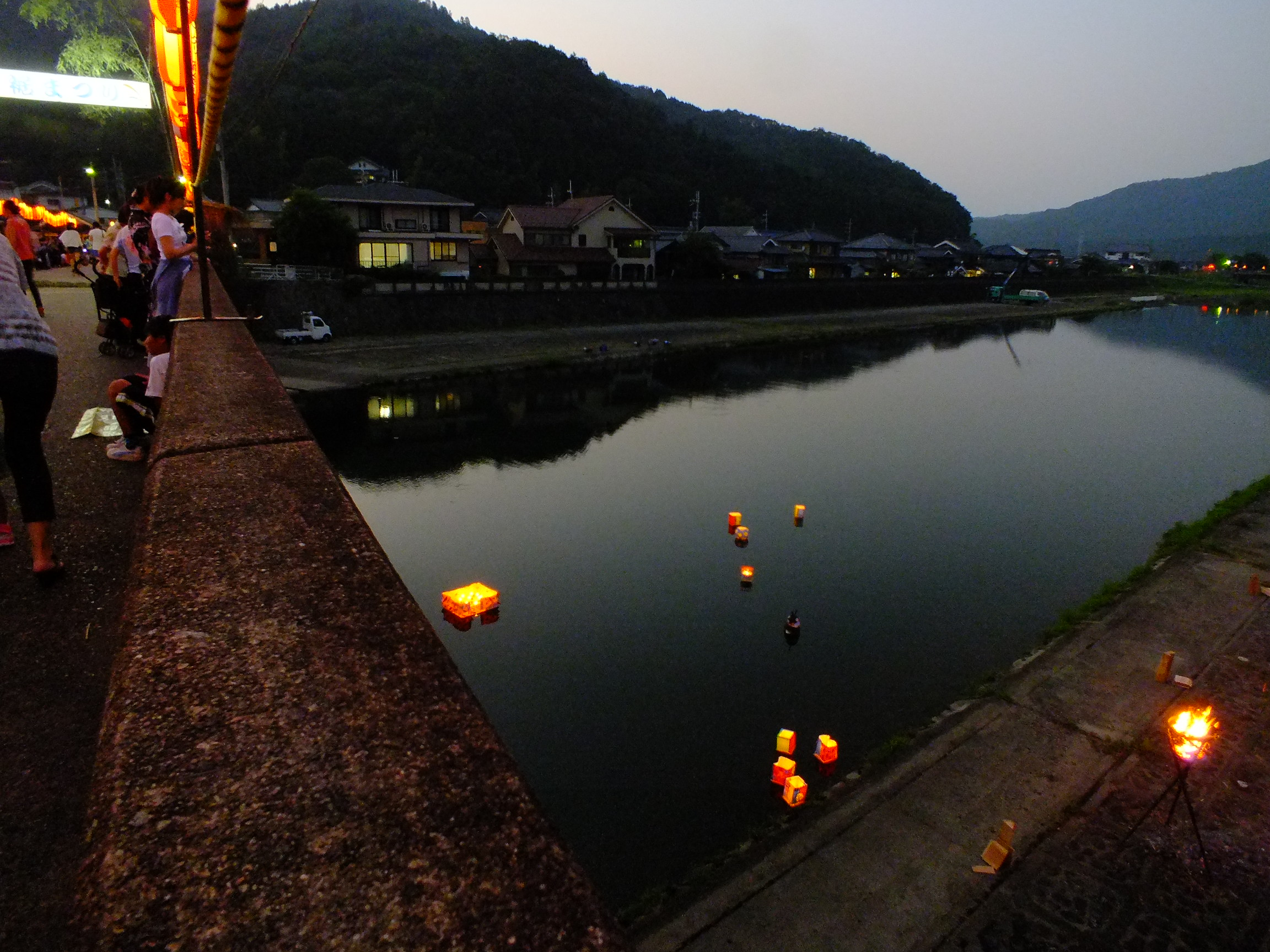
市島川裾まつり
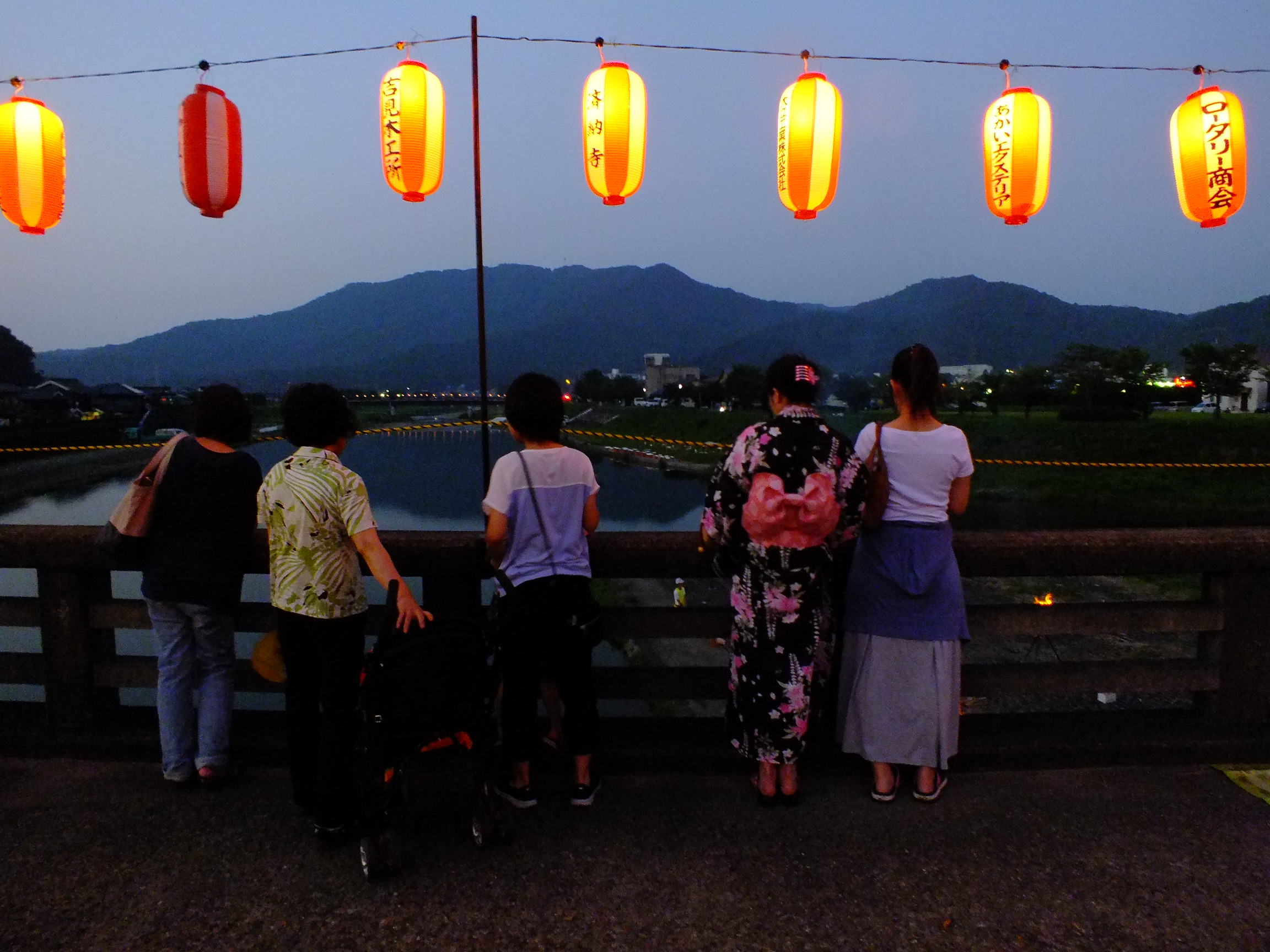
市島川裾まつり
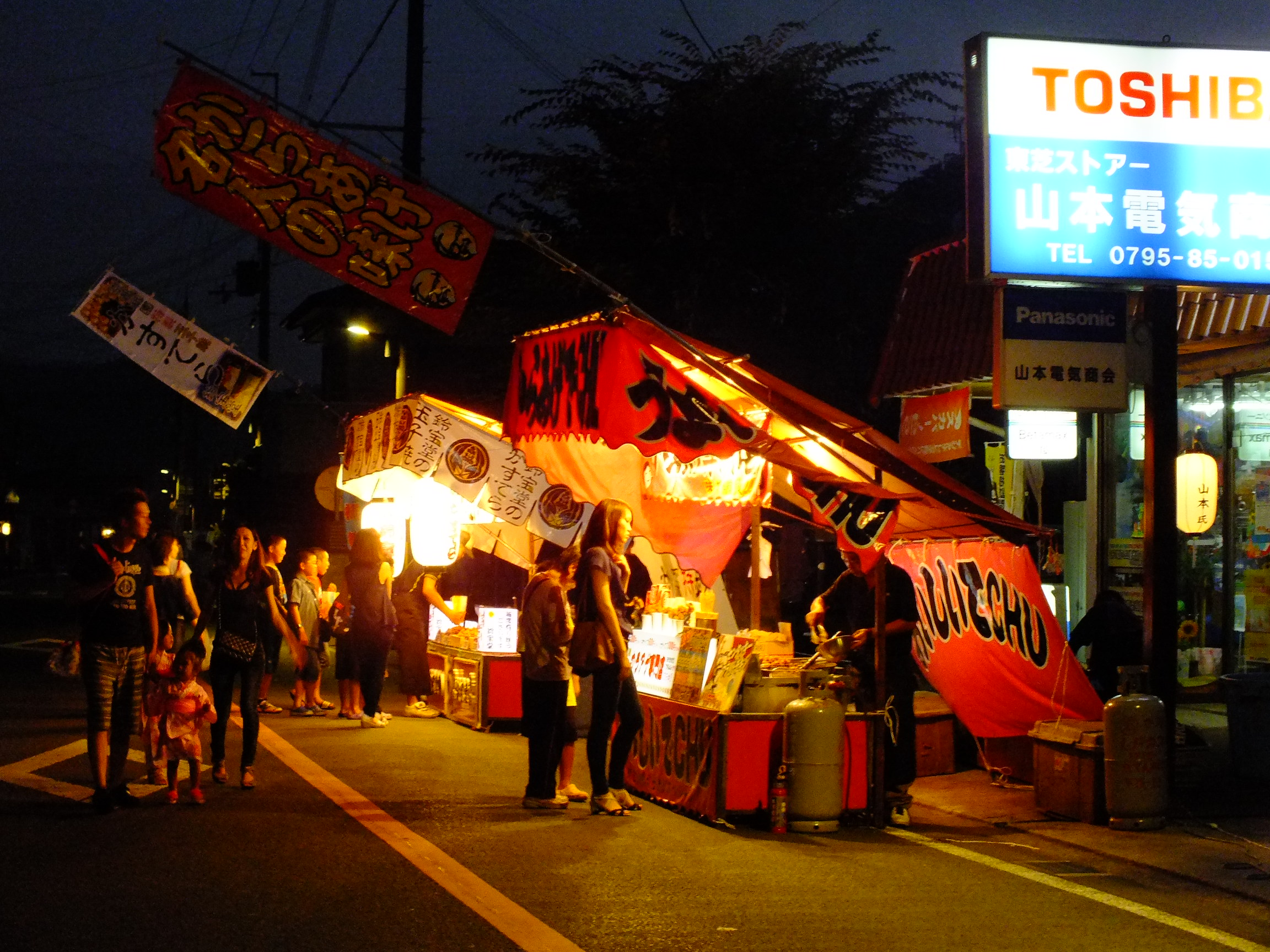
市島川裾まつり
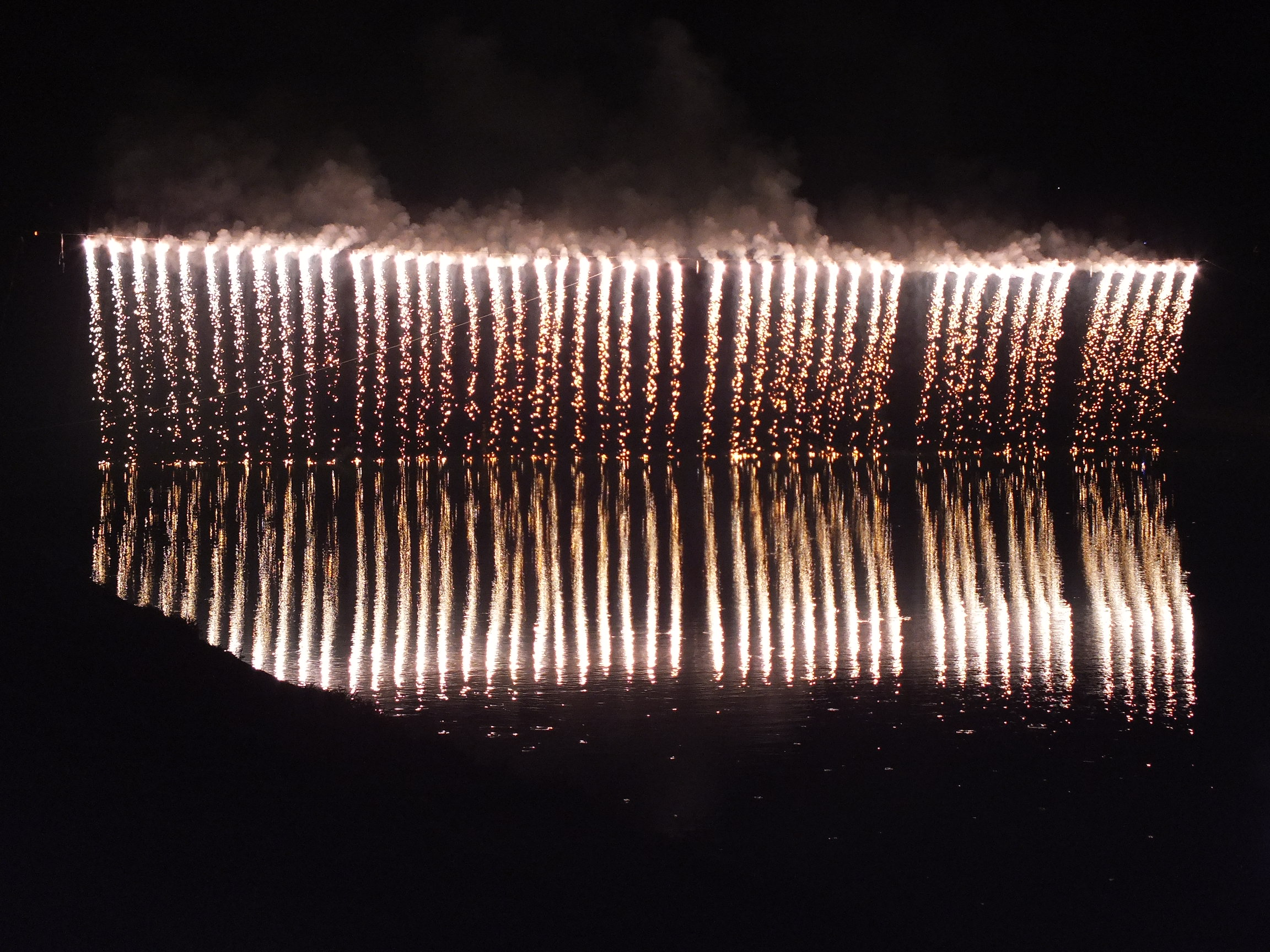
「ナイアガラ」
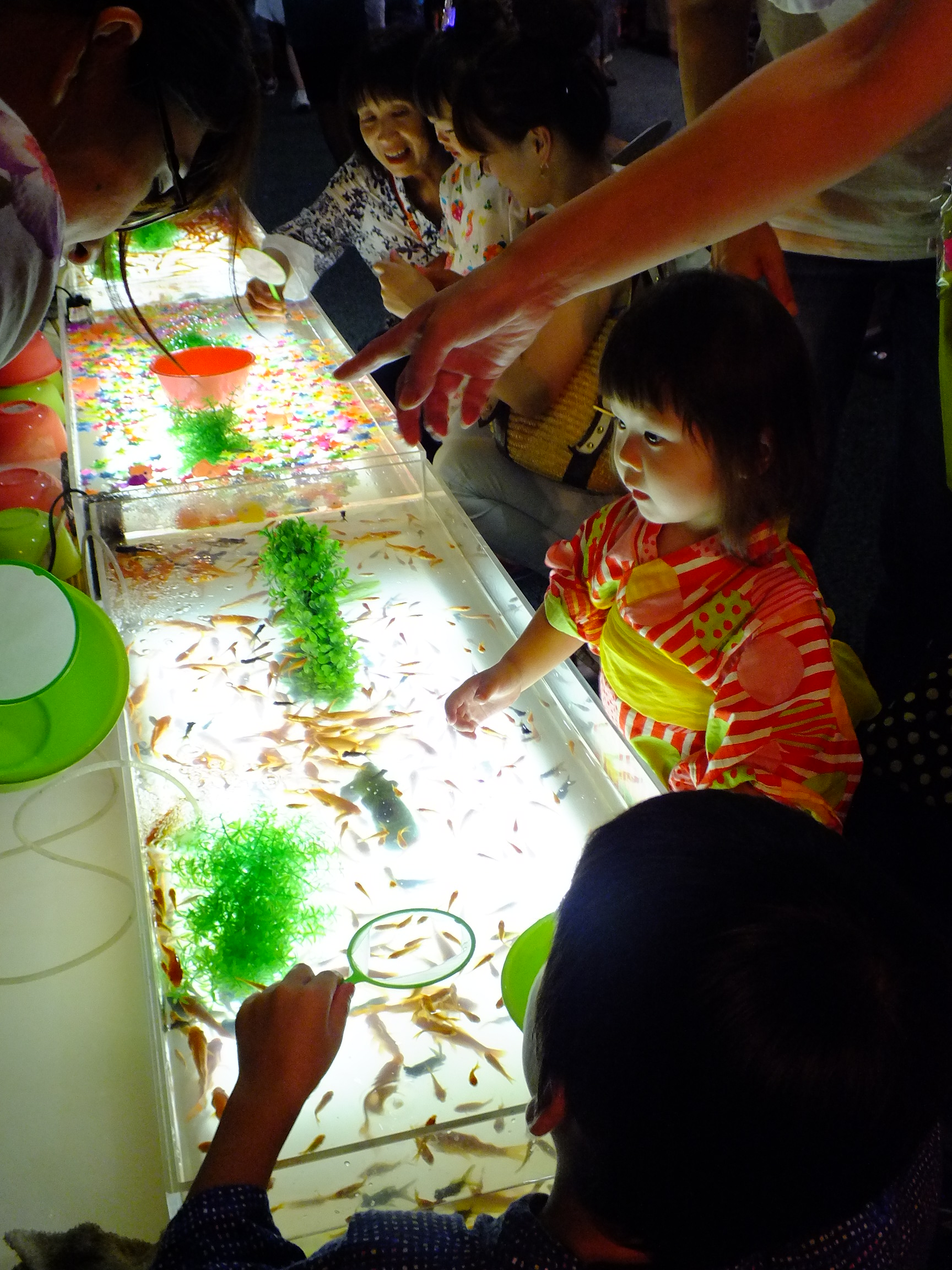
市島川裾まつり
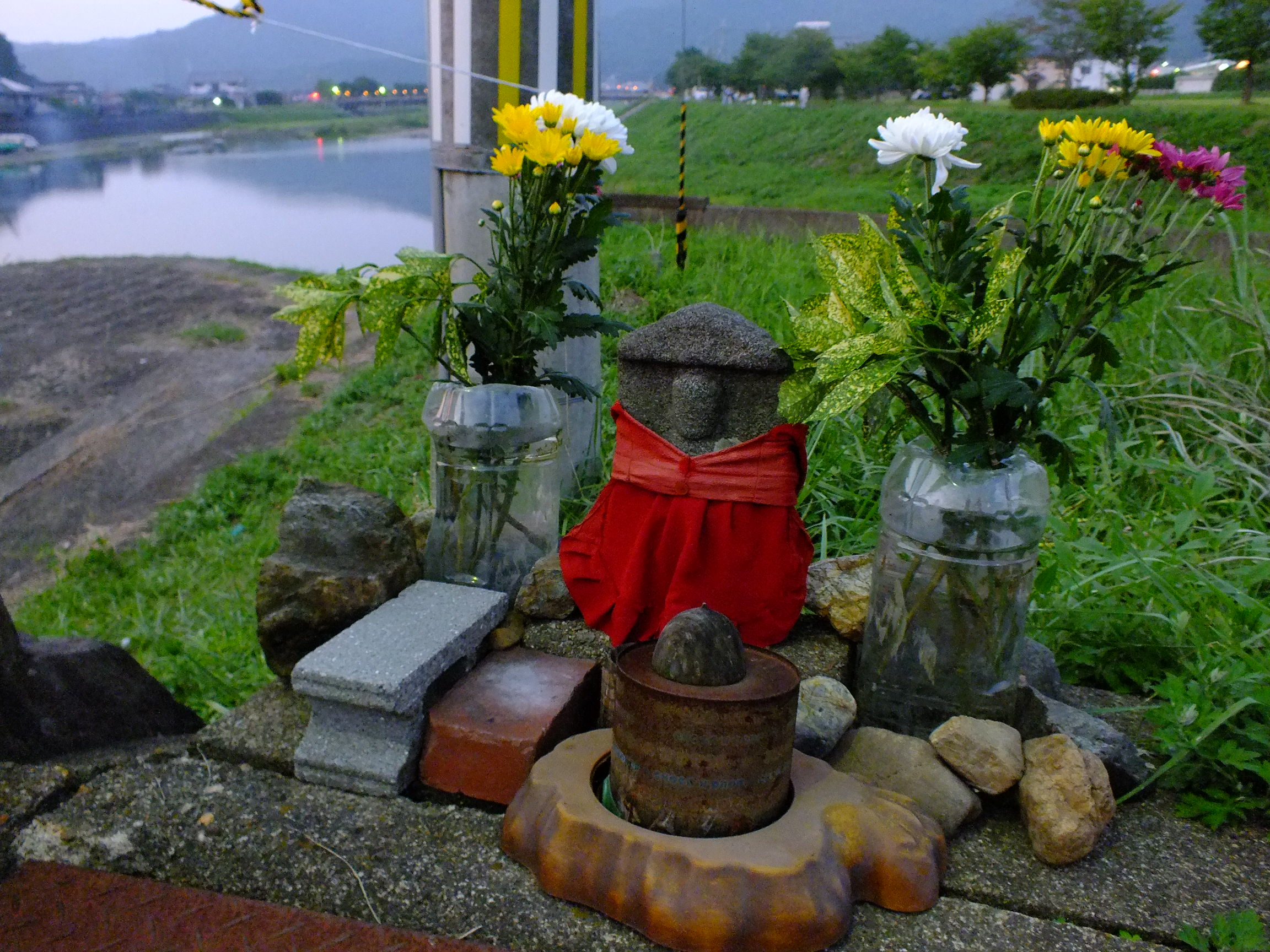
市島川裾まつり